# Cantone di Ay
Il Cantone di Ay era una divisione amministrativa dell'arrondissement di Épernay. Fino al 2005 ha fatto parte dell'arrondissement di Reims.
È stato soppresso a seguito della riforma complessiva dei cantoni del 2014, che è entrata in vigore con le elezioni dipartimentali del 2015.
Comprendeva i comuni di:
- Ambonnay
- Avenay-Val-d'Or
- Ay
- Bisseuil
- Bouzy
- Champillon
- Cormoyeux
- Cumières
- Dizy
- Fontaine-sur-Ay
- Germaine
- Hautvillers
- Louvois
- Magenta
- Mareuil-sur-Ay
- Mutigny
- Romery
- Saint-Imoges
- Tauxières-Mutry
- Tours-sur-Marne